# Rhynchocalamus arabicus
Espèce
Statut de conservation UICN

 DD  : Données insuffisantes
Rhynchocalamus arabicus  est une espèce de serpents de la famille des Colubridae.

## Répartition
Cette espèce est endémique du Yémen.

## Description
L'holotype de Rhynchocalamus arabicus, une femelle, mesure 278 mm dont 49 mm pour la queue. Sa teinte générale est noire, les écailles présentant un bord finement bordé de clair.

## Étymologie
Son nom d'espèce, arabicus, lui a été donné en référence au lieu de sa découverte, la péninsule arabique.

## Publication originale
- Schmidt, 1933 : A new snake (Rhynchocalamus arabicus) from Arabia. Zoological Series of Field Museum of Natural History, vol. 20, p. 9-10 (texte intégral).